# Patagioenas
Patagioenas là một chi chim trong họ Columbidae.

## Các loài
- Patagioenas leucocephala (Linnaeus, 1758)
- Patagioenas squamosa (Bonnaterre, 1792)
- Patagioenas speciosa (Gmelin, JF, 1789)
- Patagioenas picazuro (Temminck, 1813)
- Patagioenas corensis (Jacquin, 1784)
- Patagioenas maculosa (Temminck, 1813)
- Patagioenas fasciata (Say, 1822)
- Patagioenas araucana (Lesson & Garnot, 1827)
- Patagioenas caribaea (Jacquin, 1784)
- Patagioenas cayennensis (Bonnaterre, 1792)
- Patagioenas flavirostris (Wagler, 1831)
- Patagioenas oenops (Salvin, 1895)
- Patagioenas inornata (Vigors, 1827)
- Patagioenas plumbea (Vieillot, 1818)
- Patagioenas subvinacea (Lawrence, 1868)
- Patagioenas nigrirostris (Sclater, PL, 1860)
- Patagioenas goodsoni (Hartert, 1902)